# St. John's, Antigua și Barbuda
St John's este capitala statului Antigua și Barbuda, o țară localizată Marea Caraibelor. Cu o poulație de 24,226 de locuitori (2000), St John's este centrul comercial  al țării și portul principal al insulei Antigua. St John's a fost centrul administrativ al țării din 1632, când insulele au fost colonizate și a devenit capitală în anul 1981, atunci când Antigua și Barbuda au devenit independente.